# Aleksandar, kralj Grčke
Aleksandar (grč. Ἀλέξανδρος, Aléxandros) (Tatoi, kraj Atene, 1. kolovoza 1893. – Tatoi, kraj Atene, 25. listopada 1920., grčki kralj od 1917. do 1920. godine. Mlađi je sin kralja Konstantina I. iz dinastije Schleswig-Holstein-Sonderburg-Glücksburg.
Kraljem je postao 12. lipnja 1917. godine nakon što su sile Antante prisilile njegovog oca Konstantina I. na abdikaciju kako bi uvele Grčku u rat na strani Antante. U to vrijeme novim premijerom postao je Eleuthérios Venizélos koji je postigao niz diplomatskih uspjeha tijekom mirovnih konferencija u Parizu 1919. i u Sèvresu 1920. godine po završetku Prvog svjetskog rata, kojim je Grčkoj osigurao istočnu i zapadnu Traciju.
Godine 1920. mladog kralja ugrizao je majmun te je umro od zatrovanja krvi u dobi od dvadeset i sedam godina.

## Vanjske poveznice
|  | Zajednički poslužitelj ima još gradiva o temi Aleksandar, kralj Grčke |

- Alexander King of Greece - Britannica Online (engl.)

| Prethodnik Konstantin I. (1913. - 1917.) | Grčki kralj | Nasljednik Konstantin I. (1920. - 1922.) |